# Форада (Міннесота)
Форада (англ. Forada) — місто (англ. city) в США, в окрузі Дуглас штату Міннесота. Населення — 170 осіб (2020).

## Географія
Форада розташована за координатами 45°47′19″ пн. ш. 95°21′25″ зх. д. / 45.78861° пн. ш. 95.35694° зх. д. (45.788736, -95.356846).  За даними Бюро перепису населення США в 2010 році місто мало площу 1,41 км², з яких 1,40 км² — суходіл та 0,02 км² — водойми. В 2017 році площа становила 1,32 км², з яких 1,31 км² — суходіл та 0,02 км² — водойми.

## Демографія
Згідно з переписом 2010 року, у місті мешкало 185 осіб у 82 домогосподарствах у складі 58 родин. Густота населення становила 131 особа/км².  Було 125 помешкань (88/км²).
Расовий склад населення:
| - 97,8 % — білих - 0,5 % — азіатів |

До двох чи більше рас належало 1,6 %. Частка іспаномовних становила 1,1 % від усіх жителів.
За віковим діапазоном населення розподілялося таким чином: 17,3 % — особи молодші 18 років, 56,8 % — особи у віці 18—64 років, 25,9 % — особи у віці 65 років та старші. Медіана віку мешканця становила 50,8 року. На 100 осіб жіночої статі у місті припадало 96,8 чоловіків;  на 100 жінок у віці від 18 років та старших — 96,2 чоловіків також старших 18 років.
Середній дохід на одне домашнє господарство  становив 75 828 доларів США (медіана — 55 625), а середній дохід на одну сім'ю — 97 367 доларів (медіана — 62 292). За межею бідності перебувало 2,8 % осіб, у тому числі 0,0 % дітей у віці до 18 років та 8,3 % осіб у віці 65 років та старших.
Цивільне працевлаштоване населення становило 128 осіб. Основні галузі зайнятості: виробництво — 20,3 %, освіта, охорона здоров'я та соціальна допомога — 19,5 %, роздрібна торгівля — 15,6 %.